# Кебрада дел Агва (Порторико)
Кебрада дел Агва (шп. Quebrada del Agua) град је у америчкој острвској територији Порторико, острвској држави Кариба.

## Демографија
По попису из 2010. године број становника је 1.325.
| Група             | 2000.    | 2010.         |
| Белци             | 0 (0,0%) | 6 (0,5%)      |
| Афроамериканци    | 0 (0,0%) | 106 (8,0%)    |
| Азијати           | 0 (0,0%) | 0 (0,0%)      |
| Хиспаноамериканци | 0 (0,0%) | 1.319 (99,5%) |
| Укупно            | 0        | 1.325         |